# Timecode (película de 2016)
Timecode es un cortometraje español estrenado en 2016, dirigido por Juanjo Giménez Peña y producido por los productores Arturo Méndez y Daniel Villanueva. El film está protagonizado por los bailarines y coreógrafos Lali Ayguadé y Nicolás Ricchini, y ganó la Palma de Oro al mejor cortometraje en el Festival de Cannes, siendo seleccionado entre más de 2000 trabajos presentados. La película estuvo entre los nominados a mejor cortometraje en los Óscars de 2017. También fue ella vencedora en otros certámenes de prestigio como los Premios Goya o los European Film Awards.

## Argumento
Entre dos vigilantes nocturnos de un aparcamiento surge una relación inesperada cuando cada día se cruzan sólo unos minutos. Al acabar la jornada de uno empieza la del otro, y viceversa. La relación no se expresa con palabras, sino a través de una pasión compartida que descubren por azar.

## Reparto
- Lali Ayguadé
- Nicolas Ricchini
- Vicente Gil
- Pep Domenech

## Equipo
- Director: Juanjo Giménez
- Guion: Pere Altimira y Juanjo Giménez
- Fotografía: Pere Pueyo
- Coreografía: Lali Ayguadé
- Compositor: Iván Cester
- Orquestador: Javier Bayon
- Productores: Juanjo Giménez, Daniel Villanueva y Arturo Méndiz
- Dirección de arte: Daniel G. Blanco
- Sonido: Xavi Saucedo
- Asistente de dirección: Laura Calavia
- Productor Ejecutivo: Juanjo Giménez
- Edición: Silvia Cervantes
- Mánager: Jose Parcerisa
- Etalonaje: Toni Mena
- Supervisión guion: Marta González
- Mezcla: Jordi Monrós

## Contexto
Timecode se realizó dentro del curso de Creación y Dirección Cinematográfica de la Escuela de Cine de Reus, concebido como una lección de dirección para los alumnos. Es un trabajo de la productora de Juanjo Giménez Peña, Nadir Films, en colaboración con la escuela.
Esta película es la segunda española en ganar la Palma de Oro, después de que Luis Buñuel ganara en el concurso de largometrajes con Viridiana en 1961.
La historia de Timecode proviene de una anécdota personal del director Juanjo Giménez, cuando trabajaba en el departamento financiero de una empresa. Un día a la semana tenía menos carga de trabajo y escribía sus historias al ordenador del trabajo, pero una de sus compañeras lo descubrió y lo usó en su contra.

## Premios y reconocimientos

### Premios Óscar
| Año  | Categoría          | Resultado |
| ---- | ------------------ | --------- |
| 2017 | Mejor cortometraje | Nominada  |